# Марія Вюртемберзька (1799—1860)
Марія Вюртемберзька (нім. Marie von Württemberg), повне ім'я Антуанетта Фредеріка Августа Марія Анна (нім. Antoinette Friederike Auguste Marie Anna von Württemberg), 17 вересня 1799 — 24 вересня 1860) — вюртемберзька герцогиня з дому Вюртембергів, друга дружина герцога Саксен-Кобург-Готи Ернста I, який доводився їй  рідним дядьком. Виросла та більше половини життя провела в Російській імперії.

## Біографія

### Життя в Росії
Народилась 17 вересня 1799 року у Кобурзі. Стала первістком в родині герцога Александра Вюртемберзького та його дружини Антуанетти Саксен-Кобург-Заальфельдської, з'явившись на світ за десять місяців після їхнього весілля. Перший рік життя провела у палаці Фантазія під Байройтом. 

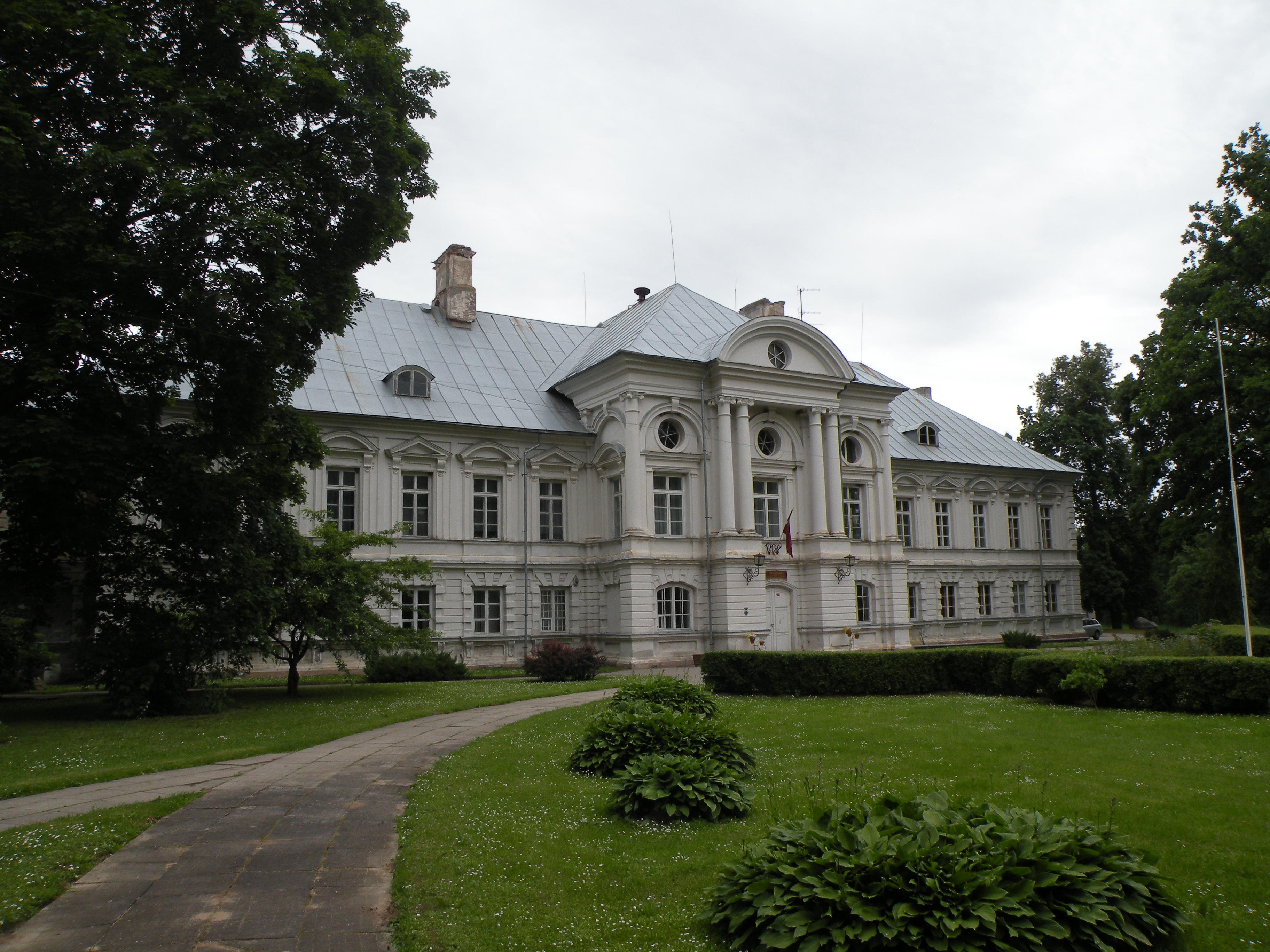
Маєток Ґрюнхоф

Батько перебував на австрійській військовій службі та мав чин фельдмаршал-лейтенанта. У травні 1800 року він перейшов на російську службу, і родина оселилася під Мітавою в Семигалії, на території сучасної Латвії, у маєтку Ґрюнхоф, подарованому їм імператором Павлом I разом з мисливськими угіддями. У квітні 1811 року сімейство переїхало до Вітебська, оскільки Александр був призначений білоруським військовим губернатором та Вітебським і Могилевським губернатором. До цього часу родина поповнилася чотирма молодшими синами, з яких дорослого віку досягли лише Александр та Ернст.
Часто бували при імператорському дворі. Матір близько товаришувала з імператрицею Єлизаветою Олексієвною, уродженою принцесою Баденською. Фрейліна Олександра Россет писала: «Інколи імператриця Марія Федорівна запрошувала до обіду свою племінницю, принцесу Марію Вюртемберзьку, вона була дуже приємна, але сором'язлива».
У 1817 році разом з матір'ю була серед зустрічаючих принцесу Шарлотту Прусську, наречену великого князя Миколи Павловича. У 1819—1821 роках сімейство здійснило тривалу подорож Австрією та Німеччиною. Відвідували Баден, Відень, Штутгарт і Мюнхен. У Кобурзі Марія вперше зустрілася зі своєю бабусею Августою. По поверненні оселилися в Петербурзі у розкішному палаці в Юсуповському саду.

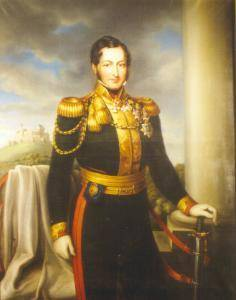
Ернст Саксен-Кобург-Готський

У 1824 році матір раптово померла від бешихи у віці трохи більше сорока років. Батько більше не одружувався. Марія продовжувала користуватися високим становищем при російському дворі, була учасницею та свідком багатьох важливих подій, брала участь у святкуваннях з приводу коронації Миколи I у серпні 1826 року у Москві. У грудні того ж року її бабуся Августа висловила сподівання одружити її з герцогом Ернстом Саксен-Кобург-Готським, своїм сином. Іншому сину Фердинанду вона писала:
|  | «Ернст повинен одружитися знову — з Марією, це моє єдине бажання, і російський імператор міг би зробити для неї щось в плані її фінансового становища!... Щодо Марії я забула написати ще дещо: можна було б побажати, щоб заради пам'яті її незабутньої покійної матінки російський імператор зробив що-небудь для неї в грошовому відношенні в тому випадку, якщо вона вийде заміж...» |

Плани герцогині здійснилися, багато в чому завдяки імператриці Олександрі Федорівні, подруги Марії, яка була її одноліткою. Навесні 1827 року все сімейне коло Кобурга дізналося про покращення матеріального становища принцеси, яка писала:
|  | «Ви, улюблена бабуся, звичайно ж, несказанно зрадієте, коли дізнаєтеся, що імператор, найблагородніший, найщедріший з усіх, за клопотанням своєї милої, доброї дружини задовільнив усі наші, всі мої бажання щодо наших справ дуже щедро, і вони влаштувалися найвигіднішим для нас чином ... Переді мною відкрилися спокійне майбутнє, я багата!» |

Герцог Саксен-Кобург-Заальфельдський зробив племінниці офіційну пропозицію лише через три роки, оскільки шукав дружину з більш високим статусом, однак переконався, що його погана репутація та поважний вік працюють проти нього. Шлюбний союз був очевидною угодою. Після довгих переговорів 6 вересня 1832 року в Штутгарті був підписаний шлюбний контракт, і Марія в супроводі батька та братів назавжди залишила Росію.

### Повернення до Німеччини
Ернст зустрів наречену у замку Талвіц.

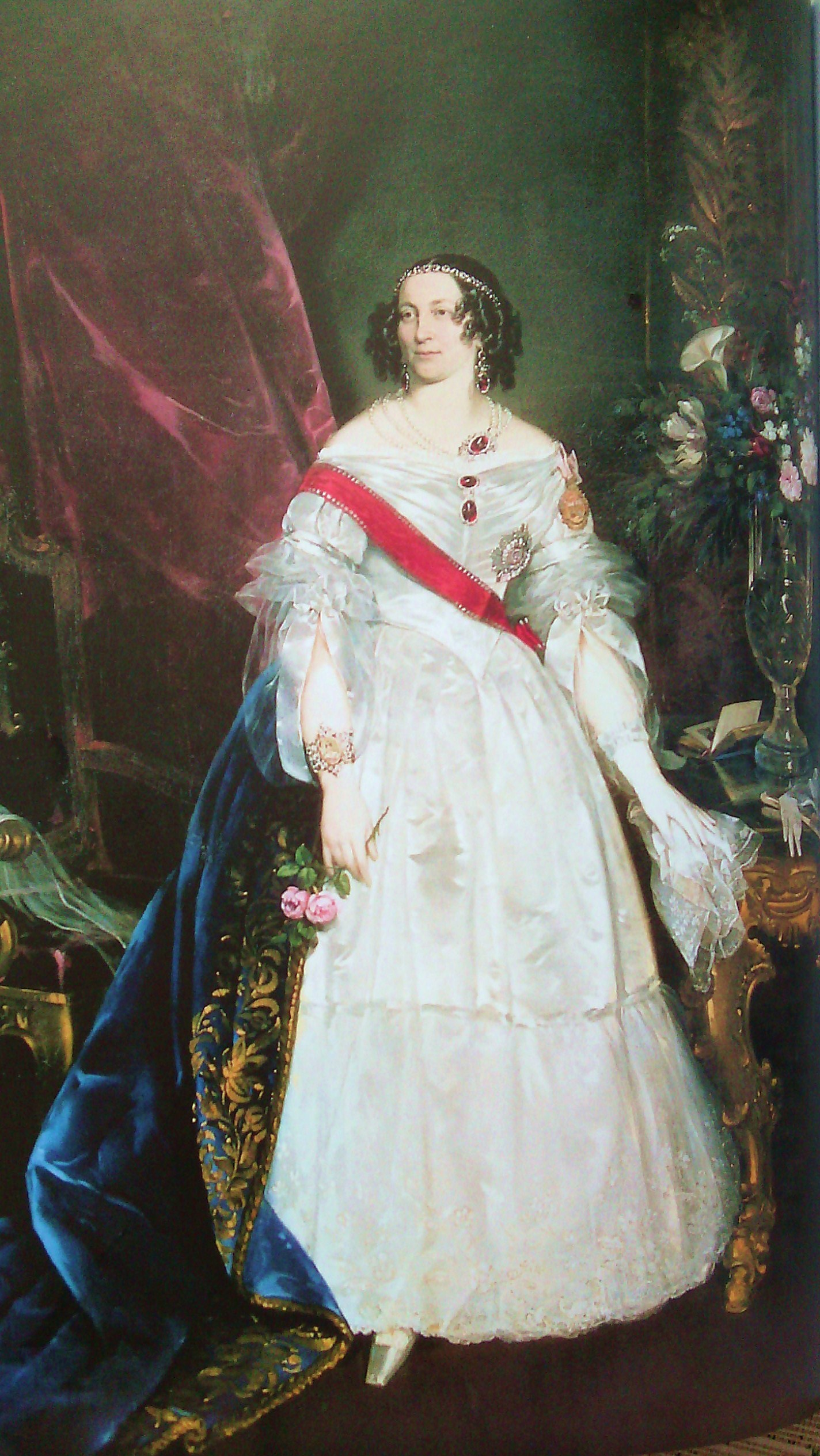
Портрет герцогині Марії роботи Ф. фон Райськи, 1839

 Вінчання 33-річної Марії та 48-річного Ернста пройшло у замку Еренбург у Кобурзі 23 грудня 1832. Для нареченого це був другий шлюб. Із першою дружиною Луїзою Саксен-Гота-Альтенбурзькою, яка на той час вже померла, він розлучився за кілька років перед цим. Від першого союзу в нього залишилися двоє синів-підлітків, яким Марія замінила матір. Молодший з них, Альберт Саксен-Кобург-Готський, в листах називав її «дорогою мамою». Згодом він свідчив:
|  | «За своїми почуттями мама назавжди залишилась руською і ніколи не могла відчути, що прижилася тут». |

Шлюб не був щасливим. Від самого початку Марія прагла вберегти свою незалежність від чоловіка і не дозволяла йому втручатися у свої справи. Дітей у них не було, герцогиня перенесла кілька викиднів. В одному з листів її тітка Софія називала поведінку брата по відношенню до дружини «грубою», «він принижував її перед кожним і вічно нерозумно жартував, з приводу того, що знову одружився». Історик Джилліан Гілл змальовує Марію як «сувору та меланхолійну даму». Відпочивало подружжя нарізно, Ернст надавав перевагу Кобургу та Марієнбаду, герцогиня їздила на морський курорт Травемюнде біля Любека.
Марія цікавилася літературою, музикою, театром та мистецтвом. Займалася благодійністю. У 1836 році стала патроном приватного навчального закладу для дівчаток Інститут Марії в Готі. Була ініціаторкою відкриття в Кобурзі першого театру у 1840 році, де згодом кілька разів виступав Ференц Ліст. У 1842 році пожертвувала 2000 талерів для створення притулку та дитячого садка Marienschulstiftung, який був відкритий в тому же році. Особисто турбувалася про слуг. 
На початку 1844 року Ернст помер, і Марія перестала бути герцогинею-консортом. Престол успадкував її пасинок Ернст II. Надалі жила в замку Рейнхардсбрунн у Фрідріхроді. Літо проводила у замках Фріденштайн та Фрідріхсталь в Готі. 
Марія була хворобливою ще в часи юності, мала болі неврологічного характеру, страждала від ревматизму і нападів мігрені, які заважали їй активно рухатися. Останні роки життя пересувалася на інвалідному візку. Померла у замку Фріденштайн 24 вересня 1860 року о 7:45. Похована у герцогському мавзолеї на Глокенберзькому цвинтарі в Кобурзі.

## Нагороди
- Орден Святої Катерини 1 ступеня (Російська імперія) (1 липня 1817).